# Mexitrichia leroda
Mexitrichia leroda är en nattsländeart som beskrevs av Martin E. Mosely 1937. Mexitrichia leroda ingår i släktet Mexitrichia och familjen stenhusnattsländor. Inga underarter finns listade i Catalogue of Life.